# 堺市立中央図書館
堺市立中央図書館（さかいしりつちゅうおうとしょかん）は、大阪府堺市堺区の大仙公園内にある堺市立の公共図書館。蔵書は約59万8千冊（2013年3月末現在）。

## 開館時間
- 火曜日 - 金曜日：10:00 - 20:00
- （こども室は火曜日 - 金曜日 10：00 - 17：00）
- 土曜日・日曜日・祝日：10:00 - 18:00
- 閉館日：毎週月曜日（月曜日が祝日と重なった場合は開館）、館内整理日（3月末日、6月・9月・12月の各第1火曜日）、年末年始、資料（点検）整理期間

## 沿革
1916年に堺市立図書館として、大町東1丁に開館した。その後1936年には宿院町東3丁に移転している。1945年7月10日の堺大空襲で全館焼失の被害を受けたが、1949年に復興開館している。1971年7月には大仙公園内に移転開館した。
堺市立新金岡図書館（現在の堺市立北図書館）の開館に伴い、1981年には堺市立中央図書館に改称している。
1962年以降、市内各地に分館を設置してきたが、市立図書館の新規開設や本館への昇格、他の図書館への移管など改編が複数回行われた結果、現在は堺市駅前分館のみを設置している。

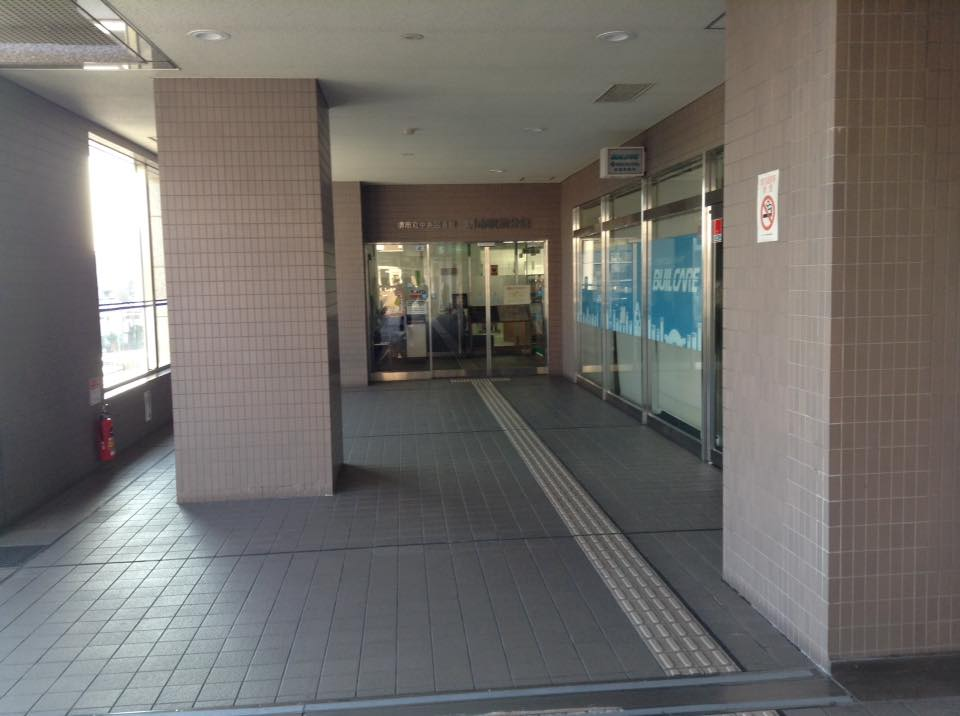
堺市駅前分館の玄関

## 交通
- 阪和線百舌鳥駅から西900m。
- 南海高野線堺東駅から南海バス（深井駅行き、あみだ池行き）で大仙町バス停下車南へ約100m。
  - かつては堺市ふれあいバスが隔日で、神石・市立堺病院・北老人福祉センター方面まで運行しており、隣接する「自転車博物館（現在、閉館し新築移転した）」・駐輪（車）場側の道路沿いに「中央図書館前」バス停が存在したが、2013年6月に廃止された。